# بيترو فيليب
بيترو فيليب هو سياسي روماني، ولد في 23 يناير 1955 في سلوبوزيا في رومانيا. نشط حزبياً في Democratic Liberal Party (Romania) ‏. وقد انتخب عضو في البرلمان الأوروبي عن دائرة رومانيا ‏ لترشحه ضمن قائمة Democratic Liberal Party (Romania) ‏، وقد انضم خلال فترته النيابية (10 ديسمبر 2007 – 18 ديسمبر 2008) للكتلة البرلمانية كتلة حزب الشعب الأوروبي.